# 石橋漁港
石橋漁港（いしばしぎょこう）は、神奈川県小田原市石橋にある第1種漁港である。

## 概要
- 管理者 - 小田原市
- 漁業協同組合 - 小田原
- 組合員数 - 24名（2001年（平成13年）12月）
- 漁港番号 - 2110130

## 沿革
- 1954年7月12日 - 第1種漁港に指定